# Myripristis chryseres
Myripristis chryseres är en fiskart som beskrevs av Jordan och Evermann, 1903. Myripristis chryseres ingår i släktet Myripristis och familjen Holocentridae. Inga underarter finns listade i Catalogue of Life.